# Sonny Rollins, Volume 1
| Recensione | Giudizio |
| ---------- | -------- |
| AllMusic   |          |

Sonny Rollins, Volume 1 è un album in studio del sassofonista jazz statunitense Sonny Rollins, pubblicato dalla Blue Note Records nel marzo del 1957 .

## Tracce
LP (1957, Blue Note Records, BLP 1542)
Lato A
Testi e musiche di Sonny Rollins, eccetto dove indicato.
1. Decision – 7:58
2. Bluesnote – 6:56
3. How Are Things in Glocca Morra? – 6:15 (testo: Yip Harburg – musica: Burton Lane)

Lato B
Musiche di Sonny Rollins.
1. Plain Jane – 9:53
2. Sonnysphere – 9:34

- Durata brani ricavati dalla ristampa su CD del 2003, pubblicato dalla Blue Note Records (243 5 80911 2)

## Formazione
- Sonny Rollins – sassofono tenore
- Donald Byrd – tromba
- Wynton Kelly – pianoforte
- Gene Ramey – contrabbasso
- Max Roach – batteria

### Produzione
- Alfred Lion – produzione
- Registrazioni effettuate al Van Gelder Studio di Hackensack, New Jersey (Stati Uniti) il 16 dicembre 1956
- Rudy Van Gelder – ingegnere delle registrazioni
- Reid Miles – design copertina album originale
- Francis Wolff – foto copertina album originale
- Leonard Feather – note retrocopertina album originale [3]